# CS Pandurii Târgu Jiu
El Pandurii Târgu Jiu es un club de fútbol rumano de la ciudad de Târgu Jiu. Fue fundado en el año 1963 y disputa sus partidos como local en el Stadionul Tudor Vladimirescu, con capacidad para 9.200 espectadores. Desde 2017 juega en la Liga III.

## Historia
El Pandurii Târgu Jiu fue creado en agosto de 1962, tras la fusión de los dos grandes rivales de la ciudad, Flacăra-Unirea y el CIL Târgu-Jiu. El equipo entró en la cuarta división del fútbol rumano, con un objetivo fuerte, promover de inmediato a la tercera división. Y el objetivo se alcanzó, en junio de 1963 el Pandurii ganó el ascenso a Divizia C. Su primer partido en esta división se jugó el 1 de septiembre de 1963, contra el Siderurgistul Hunedoara. Pandurii ganó por un amplio margen, 6-0, con goles marcados por Chițu (min. 12), Nelu Băloi (35), Melinte (53 and 80) y Vasilescu (83 y 85).
En los primeros años, Pandurii terminó siempre en la primera mitad de la tabla, por lo que el club decidió atacar un posible ascenso a Divizia B. En la temporada 1976-77, con un equipo joven y con Titus Ozon como entrenador, el Pandurii dominó la competición, asegurándose un puesto en la segunda división del fútbol rumano. Sin embargo, el cambio de nivel fue muy fuerte y el Pandurii descendió a Divizia C.
En los años siguientes, el equipo cambió con frecuencia de división, ascendiendo a Divizia B y regresando a Divizia C a los pocos años. Jugaron en Divizia B entre 1979-1983 y luego entre 1986 y 1991. Después de una década en la Divizia C, el equipo ascendido de nuevo en la segunda liga en 2000, y en 2004 terminó segundo, por detrás del Sportul Studenţesc.

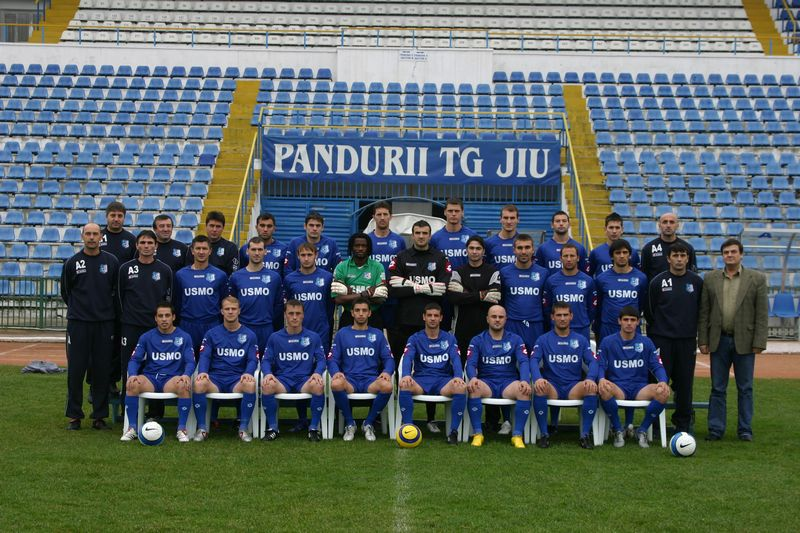
Plantel del Pandurii Târgu Jiu para la temporada 2006/07.

### Ascenso a Divizia A
El rendimiento de las últimas temporadas fue un incentivo para la gestión que decidió impulsar la búsqueda del ascenso del Pandurii a Divizia A. Con Emil Săndoi como entrenador, y con un grupo de jóvenes jugadores como Tiberiu Lung y Sorin Vintilescu, pero también con jugadores con experiencia como Florin Popete, Robert Vancea y Romulus Buia, el equipo ganó la promoción de la temporada 2004–05.
Era difícil mantener su posición en Divizia A, y Pandurii terminó su primera temporada 2005–06 en el puesto 15.º, justo por debajo de la línea del descenso. Sin embargo, la Federación de Fútbol decidió a finales de la temporada no dar al Sportul Studenţesc su licencia para el año siguiente, y el Pandurii logró salvar la categoría. Así, la dirección deportiva del decidió reforzar el equipo con fichajes para no pasar más apuros en la siguiente temporada.

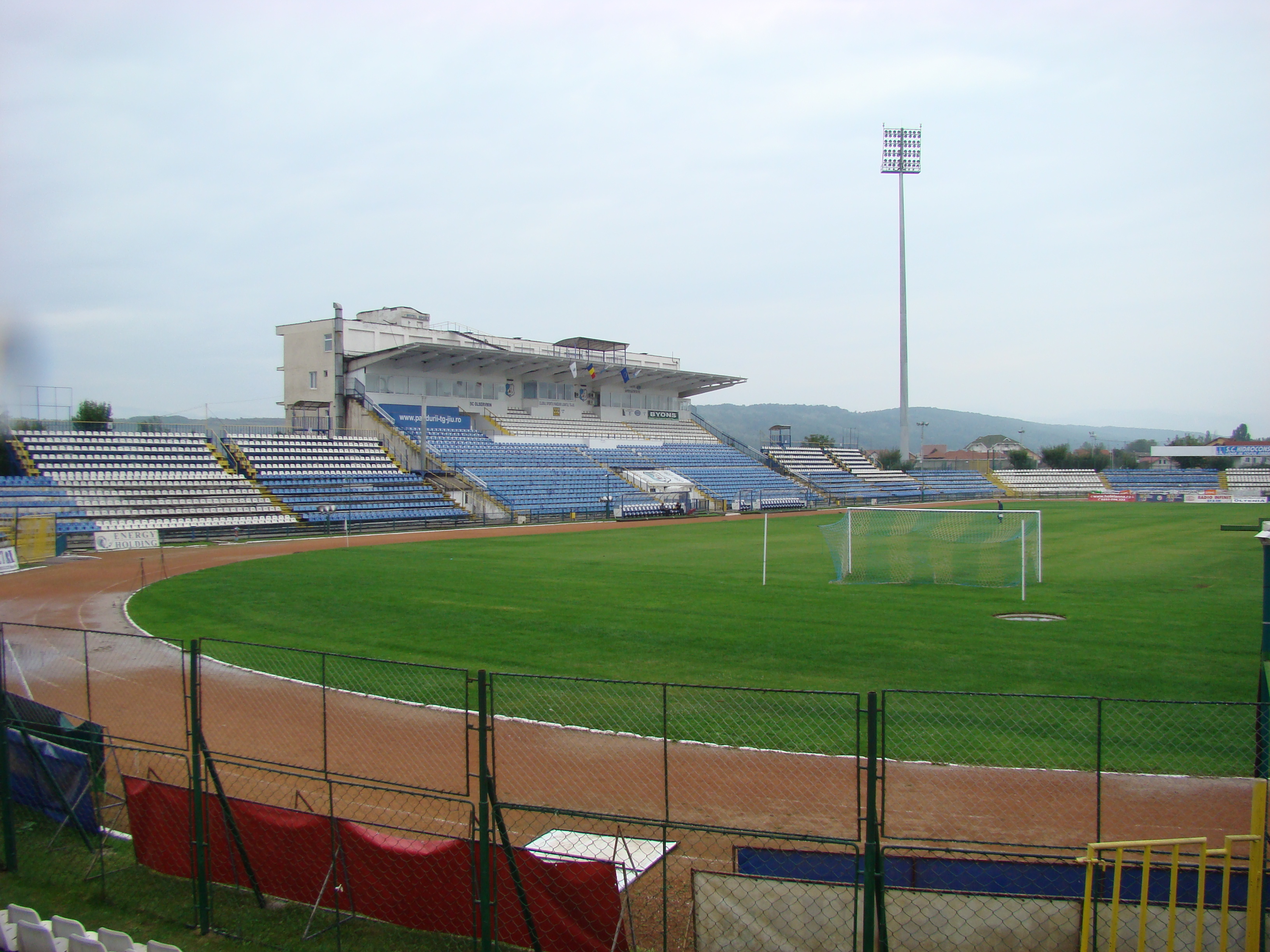
El Stadionul Tudor Vladimirescu antes de su demolición.

El Pandurii incorporó a Alexandru Păcurar (Gloria Bistrița), Ciprian Vasilache (Rapid București), Liviu Mihai (Farul Constanța), Nenad Kutlacić (FK Banat) e Igor Radovanović (FK Slavija Sarajevo), y el equipo terminó 11.º en la temporada 2006-07. El club mantuvo su posición en el centro de la tabla para las próximas temporadas.
En 2010, terminaron por debajo de la línea, pero evitó el descenso después de la retirada del Internaţional Curtea de Argeş, equipo que terminó décimo, pero el propietario decidió disolver el club. El Pandurii fichó muchos jugadores del club de Curtea de Arges para la temporada siguiente.
En la temporada 2011-12 el equipo llegó a lo más alto en la historia, terminando séptimo. Durante un tiempo, fueron quinto y los fanes soñaron con una posible clasificación para competiciones europeas.

## Jugadores

### Jugadores destacados
| - Nicușor Bănică - Adrian Bogoi - Romulus Buia - Cornel Buta - Alin Chibulcutean - Vlad Chiricheș - Liviu Ciobotariu - Florin Hidișan - Ilie Iordache - Tiberiu Lung - Ionuț Luțu - Gabriel Matei - Alexandru Păcurar - Mihai Pintilii - Alexandru Pițurcă - Victor Pițurcă - Marius Popa - Florin Popete - Răzvan Stanca - Florin Stângă - Iulian Teodor Ştefan - Teodor Țarălungă - Cosmin Tilincă - Ciprian Vasilache - Sorin Vintilescu | - Adnan Gušo - Vojislav Vranjković - Stojan Vranješ - Carlos Cardoso - Armel Disney - Constant Djakpa - Ibrahim Dossey - Novak Martinović - Danilo Pustinjaković - Milanko Rašković - Jaka Štromajer - Ibón Arrieta |

## Entrenadores
- Gabriel Zahiu (2001)
- Emil Săndoi (2001–02), (2003–agosto 05)
- Viorel Hizo (agosto de 2005–abril de 2006)
- Nicolae Ungureanu (abril de 2006–julio de 2006)
- Eugen Neagoe (junio de 2006–diciembre de 2007)
- Gabriel Zahiu (diciembre de 2007)
- Eugen Neagoe (marzo de 2008–septiembre de 2008)
- Joaquim Teixeira (enero de 2008–marzo de 2008)
- Sorin Cârţu (septiembre de 2008–octubre de 2009)
- Liviu Ciobotariu (octubre de 2009–marzo de 2010)
- Sorin Cârţu (marzo de 2010–mayo de 2010)
- Florin Bejinaru (mayo de 2010)
- Marius Baciu (junio de 2010–julio de 2010)
- Ionuţ Badea (julio de 2010–octubre de 2010)
- Petre Grigoraș (octubre de 2010–enero de 2013)

## Palmarés

### Torneos nacionales
- Liga II (1)

2005
- Subcampeón: 1

2003–04
- Liga III: 4

1976–77, 1978–79, 1985–86, 1999–2000
- Subcampeón: 2

1975–76, 1983–84

## Participación en competiciones de la UEFA
| Temporada | Torneo             | Ronda              | Club              | Casa | Visita    | Global   |
| --------- | ------------------ | ------------------ | ----------------- | ---- | --------- | -------- |
| 2013–14   | UEFA Europa League | 2.ª clasificatoria | Levadia Tallinn   | 4–0  | 0–0       | 4–0      |
| 2013–14   | UEFA Europa League | 3.ª clasificatoria | Hapoel Tel Aviv   | 1–1  | 2–1       | 3–2      |
| 2013–14   | UEFA Europa League | Play-off           | Braga             | 0–1  | 2–0 (aet) | 2–1      |
| 2013–14   | UEFA Europa League | Grupo E            | Fiorentina        | 1–2  | 0–3       | 4º Lugar |
| 2013–14   | UEFA Europa League | Grupo E            | Dnipro            | 0–1  | 1–4       | 4º Lugar |
| 2013–14   | UEFA Europa League | Grupo E            | Paços de Ferreira | 0–0  | 1–1       | 4º Lugar |
| 2016-17   | UEFA Europa League | 3.ª clasificatoria | Maccabi Tel Aviv  | 1–3  | 1–2       | 2–5      |